# 布呂肯豪斯湖

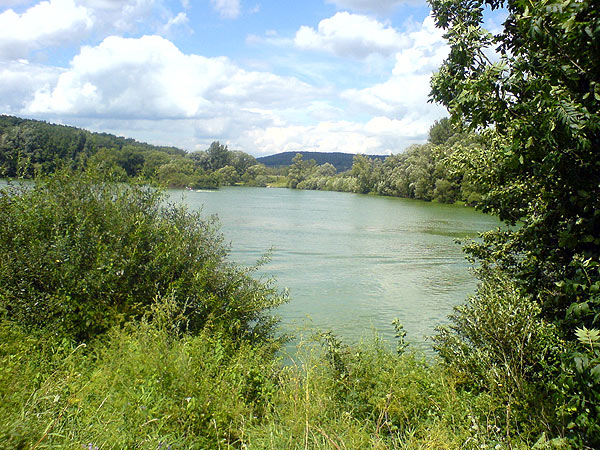

49°58′28″N 10°51′34″E / 49.97444°N 10.85944°E
布呂肯豪斯湖（德語：Brückenhaussee），是德國的湖泊，位於該國東南部，由巴伐利亞州負責管轄，處於班貝格縣，長0.3公里、寬0.3公里，面積0.06平方公里，海拔高度240米，最大水深5米，湖岸線長度1.3公里。